# Benno Fischer

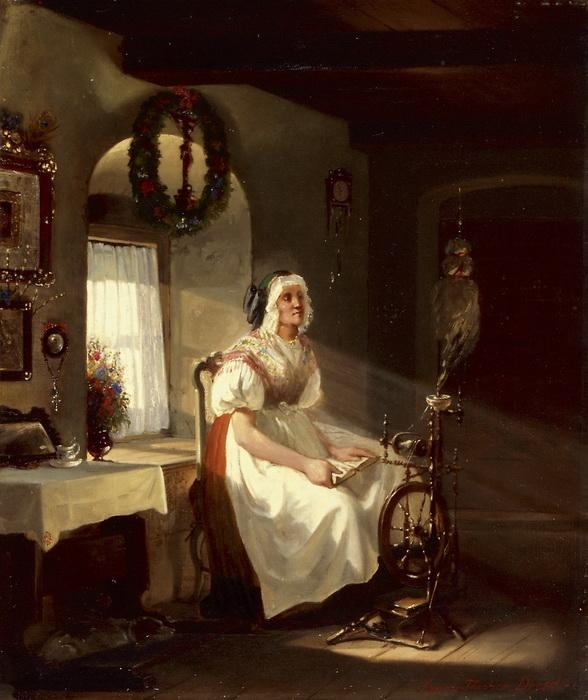
Dame am Spinnrad

Benno Joachim Theodor Fischer (* 11. April 1828 in Dresden; † 1865 ebenda) war ein deutscher Historien- und Genremaler.
Benno Fischer studierte von 1848 bis 1853 an der Dresdner Akademie der Künste und von 1853 bis 1856 im Atelier von Julius Hübner. Ehemann seiner Schwester Elisabeth wurde 1860 sein Jugendfreund Hans Anton Williard.
Nach dem Studium war er in Dresden als Historien- und Genremaler tätig. Von 1849 bis 1860 nahm er an den Kunstausstellungen in Dresden, 1860 auch in Berlin teil. Er malte u. a. „Die Witwe“ (1856), „Bahnhäuschen“, „Wanderbursch“ und „Holzleserin“ (1858), „An eines Bächleins Rande“ (1859). Er starb im Alter von  37 Jahren.